# سائو ویسنته، دماغه سبز
سائو ویسنته، کیپ ورد (به لاتین: São Vicente, Cape Verde) یک آتشفشان و جزیره در کیپ ورد است که در اقیانوس اطلس واقع شده‌است.

## خصوصیات
سائو ویسنته ۷۹٬۳۷۴ نفر جمعیت دارد و ۷۲۵ متر بالاتر از سطح دریا واقع شده‌است.

## خواهرخوانده
شهرهای پرتیمانو، Oeiras و Mafra خواهرخوانده‌های سائو ویسنته، کیپ ورد هستند.